# Attur
Attur (o Atur) è una suddivisione dell'India, classificata come municipality, di 58.150 abitanti, situata nel distretto di Salem, nello stato federato del Tamil Nadu. In base al numero di abitanti la città rientra nella classe II (da 50.000 a 99.999 persone).

## Geografia fisica
La città è situata a 11° 36' 49 N e 78° 36' 14 E.

## Società

### Evoluzione demografica
Al censimento del 2001 la popolazione di Attur assommava a 58.150 persone, delle quali 29.311 maschi e 28.839 femmine. I bambini di età inferiore o uguale ai sei anni assommavano a 5.832, dei quali 2.958 maschi e 2.874 femmine. Infine, coloro che erano in grado di saper almeno leggere e scrivere erano 39.278, dei quali 21.604 maschi e 17.674 femmine.